# Harold Lamb
Harold Albert Lamb (Alpine, Nueva Jersey, 1 de septiembre de 1892 - Rochester, New York, 9 de abril de 1962) fue un historiador, novelista y guionista de cine estadounidense.
Se crio en el estado de Nueva Jersey y asistió a la Universidad de Columbia, donde se interesó por la historia de Asia. Su trabajo se hizo conocido a través de la revista Adventure, donde escribió desde los diecinueve años. El éxito de su biografía de Gengis Kan en 1927 lo convirtió en un reconocido biógrafo de personajes históricos: Tamerlán (1928), Omar Jayyam (1934), Alejandro Magno (1946), Solimán el Magnífico (1951), Carlomagno (1954), Aníbal (1958) y Ciro, el grande (1960). 
Hablaba francés, latín, persa y árabe. Sus investigaciones lo llevaron a recorrer Asia e incluir descripciones precisas de la geografía y las costumbres de la Tartaria y el Irán. Su libro Omar Jayyam fue dedicado a los persas que compartieron sus hogares con él. Su libro Ciro, el grande fue el resultado de una investigación casual del autor durante su servicio en la Segunda Guerra Mundial.
Trabajó como guionista de Hollywood desde 1935, cuando escribió Las cruzadas, de Cecil B. DeMille, con quien colaboraría en cuatro películas más.

## Libros en castellano
- Genghis Khan, emperador de todos los hombres. Alianza, 1985. ISBN 84-206-0130-6
- Carlomagno. Edhasa, 1991. ISBN 84-350-0572-0
- Ciro, el grande. Edhasa, 1992. ISBN 84-350-0574-7

- Omar Khayyam. Editorial Sudamericana, Argentina, 1967.

- Omar Khayyam. Apóstrofe, 1996. ISBN 84-455-0123-2
- La marcha de los bárbaros. Editorial Sudamericana,1963.
- Nur Mahal. Editorial Sudamericana, 1947.
- Tamerlán, el conquistador. Ediciones Jasón, México, 1953.
- Soleimán el Magnífico. Ed. Grijalbo, México, 1957.
- Alejandro de Macedonia (El viaje al fin del mundo). Ed. Espuela de Plata, Salamanca 2010.ISBN 84-15177-03-6

## Obra

### Ficción
- Marching Sands (1920)
- The House of the Falcon (1921)
- The Grand Cham (1922)
- White Falcon (1926)
- Durandal (1931)
- Nur Mahal (1932)
- Kirdy (1933)
- A Garden to the Eastward (1947)
- The Curved Saber (1964)
- The Mighty Manslayer (1969)
- The Three Palladins (1977)
- Durandal (1981)
- The Sea of the Ravens (1983)
- Wolf of the Steppes (2006)
- Warriors of the Steppes (2006)
- Riders of the Steppes (2007)
- Swords of the Steppes (2007)

### No ficción
- Genghis Khan: The Emperor of All Men (1927)
- Tamerlane (1928)
- The Flame of Islam (1930)
- Iron men and Saints (1930)
- The Crusades (1931)
- Omar Khayyam (1934)
- The March of the Barbarians (1940)
- Alexander of Macedon: The Journey to World's End (1946)
- The march of Muscovy: Ivan the Terrible and the Growth of the Russian Empire, 1400-1648 (1948)
- The city and the Tsar: Peter the Great and the Move to the West, 1648-1762 (1948)
- The Earth Shakers (1949)
- Suleiman the Magnificent (1951)
- Theodora and the Emperor: The Drama of Justinian (1952)
- Charlemagne: The Legend and the Man (1954)
- Genghis Khan and the Mongol Horde (1954)
- New Found World: How North America Was Discovered and Explored (1955)
- Hannibal: One Man Against Rome (1958)
- Constantinople: Birth of an empire (1958)
- Chief of the Cossacks(1959)
- Cyrus the Great (1960)
- Babur the Tiger: First of the Great Moguls (1962)

### Cine
- The Crusades (1935)
- The Plainsman (1936)
- The Buccaneer (1938)
- Samson and Delilah (1949)
- The Golden Horde (1951)